# 阿索夫拉
阿索夫拉，是西班牙拉里奥哈自治区的一个市镇。总面积12平方公里，总人口328人（2001年），人口密度27人/平方公里。